# Ceratina corinna
Ceratina corinna är en biart som beskrevs av Nurse 1904. Ceratina corinna ingår i släktet märgbin, och familjen långtungebin. Inga underarter finns listade i Catalogue of Life.